# Sinfonia n. 4 (Mendelssohn)
La Sinfonia n. 4 in la maggiore, op. 90, nota anche come Italiana, è una composizione di Felix Mendelssohn che fu rappresentata per la prima volta nel 1833 a Londra.

## Storia della composizione
L'opera nacque, almeno nelle sue idee fondamentali, durante il tour che il direttore e compositore compì in tutta Europa tra il 1829 e il 1831: l'ispirazione venne dalle atmosfere che trovò nelle città italiane, che visitò a partire dal 1830.
La sinfonia Italiana fu terminata il 13 marzo 1833 a Berlino; la sua prima esecuzione ebbe luogo il 13 maggio alla Royal Philharmonic Society di Londra, diretta dallo stesso Mendelssohn. Nonostante il successo ottenuto, il compositore rimase insoddisfatto della sua composizione e l'anno successivo la sottopose a revisione.
Mendelssohn non diede mai alle stampe la sinfonia, che fu pubblicata solamente nel 1851; pertanto venne numerata come sinfonia n. 4, sebbene in effetti fosse stata la terza in ordine di composizione.

## Struttura
Il vivace e gioioso primo movimento, scritto in forma sonata, è seguito dalla rievocazione (in re minore) di una processione funebre seguita dal compositore a Napoli. Il terzo movimento è un tipico e classicheggiante esempio di minuetto e trio, che apre la strada al quarto movimento (ancora in tonalità minore) che incorpora stili danzanti che il compositore aveva potuto apprezzare a Roma e a Napoli: il saltarello e la tarantella.
La durata media di esecuzione è di circa mezz'ora.